# Sport Club Corinthians Paulista 2022
Questa voce raccoglie le informazioni riguardanti lo Sport Club Corinthians Paulista nelle competizioni ufficiali della stagione 2022.

## Maglie e sponsor
Il fornitore tecnico per la stagione 2022 è Nike, mentre il main sponsor è Banco BMG.
| 1ª divisa | 2ª divisa | 3ª divisa |

Il 26 aprile 2022 e l'8 maggio 2022, rispettivamente, il Corinthians ha presentato la sua nuova 1ª e 2ª divisa. Prima di tali date, le divise utilizzate erano le seguenti.
| 1ª divisa | 2ª divisa |

## Rosa
| N. |                    | Ruolo | Calciatore        |
| -- | ------------------ | ----- | ----------------- |
| 3  | Brasile (bandiera) | D     | Robson Bambu      |
| 4  | Brasile (bandiera) | D     | Gil               |
| 5  | Brasile (bandiera) | C     | Maycon            |
| 6  | Brasile (bandiera) | D     | Lucas Piton       |
| 8  | Brasile (bandiera) | C     | Renato Augusto    |
| 9  | Brasile (bandiera) | A     | Yuri Alberto      |
| 10 | Brasile (bandiera) | A     | Róger Guedes      |
| 11 | Brasile (bandiera) | C     | Giuliano          |
| 12 | Brasile (bandiera) | P     | Cássio (capitano) |
| 14 | Brasile (bandiera) | A     | Guilherme Biro    |
| 15 | Brasile (bandiera) | C     | Paulinho          |
| 16 | Brasile (bandiera) | D     | Léo Mana          |
| 17 | Brasile (bandiera) | C     | Ramiro            |
| 18 | Ucraina (bandiera) | A     | Júnior Moraes     |
| 19 | Brasile (bandiera) | A     | Gustavo Mosquito  |
| 20 | Brasile (bandiera) | C     | Matheus Araújo    |
| 21 | Brasile (bandiera) | A     | Mateus Vital      |
| 22 | Brasile (bandiera) | P     | Carlos Miguel     |
| 23 | Brasile (bandiera) | D     | Fagner            |
| 24 | Brasile (bandiera) | C     | Víctor Cantillo   |
| 25 | Uruguay (bandiera) | D     | Bruno Méndez      |
| 26 | Brasile (bandiera) | D     | Fábio Santos      |
| 27 | Brasile (bandiera) | D     | Bruno Melo        |

| N. |                       | Ruolo | Calciatore          |
| -- | --------------------- | ----- | ------------------- |
| 28 | Brasile (bandiera)    | A     | Adson               |
| 29 | Brasile (bandiera)    | C     | Roni                |
| 30 | Brasile (bandiera)    | D     | Robert Renan        |
| 31 | Paraguay (bandiera)   | D     | Fabián Balbuena     |
| 32 | Brasile (bandiera)    | P     | Matheus Donelli     |
| 33 | Argentina (bandiera)  | C     | Fausto Vera         |
| 34 | Brasile (bandiera)    | D     | Raul Gustavo        |
| 36 | Brasile (bandiera)    | C     | Ruan                |
| 37 | Brasile (bandiera)    | C     | Du Queiroz          |
| 38 | Brasile (bandiera)    | A     | Arthur Araújo Sousa |
| 39 | Brasile (bandiera)    | C     | Xavier              |
| 40 | Brasile (bandiera)    | P     | Guilherme           |
| 41 | Brasile (bandiera)    | A     | Felipe Augusto      |
| 42 | Brasile (bandiera)    | A     | Giovane             |
| 47 | Brasile (bandiera)    | A     | Wesley              |
| -- | Portogallo (bandiera) | D     | Rafael Ramos        |
| -- | Brasile (bandiera)    | A     | Gustavo Mantuan     |
| -- | Brasile (bandiera)    | P     | Ivan                |
| -- | Brasile (bandiera)    | A     | Jô                  |
| -- | Brasile (bandiera)    | D     | João Pedro          |
| -- | Brasile (bandiera)    | D     | João Victor         |
| -- | Brasile (bandiera)    | A     | Léo Natel           |
| -- | Brasile (bandiera)    | A     | Willian             |

## Cambi di allenatore
Il 2 febbraio 2022 Sylvinho è stato rimosso dall'incarico di allenatore dopo la sconfitta contro il Santos nel match giocato in casa valevole per il campionato paulista. A sostituirlo momentaneamente nell'incarico è stato nominato il vice-allenatore Fernando Lázaro.
Il 23 febbraio 2022 è stato nominato il portoghese Vítor Pereira come nuovo allenatore della squadra con un contratto fino alla fine della stagione 2022. Pereira ha debuttato sulla panchina del Corinthians il 5 marzo 2022 contro i rivali del San Paolo.

## Calciomercato

### Sessione invernale
| Acquisti | Acquisti      | Acquisti        | Acquisti                  |
| R.       | Nome          | da              | Modalità                  |
| -------- | ------------- | --------------- | ------------------------- |
| C        | Paulinho      |                 | acquisto definitivo       |
| D        | Bruno Melo    | Fortaleza       | prestito (31.12.2022)     |
| D        | Robson Bambu  | Nizza           | prestito (31.12.2022)     |
| C        | Éderson       | Fortaleza       | fine prestito (annullato) |
| P        | Ivan          | Ponte Preta     | acquisto definitivo       |
| A        | Júnior Moraes | Šachtër Donec'k | acquisto definitivo       |
| C        | Maycon        | Šachtër Donec'k | prestito (31.12.2022)     |
| D        | Rafael Ramos  | Santa Clara     | acquisto definitivo       |
| A        | Davó          | São Bernardo    | fine prestit              |
| C        | Thiaguinho    | Santo André     | fine prestit              |

| Cessioni | Cessioni          | Cessioni                | Cessioni                            |
| R.       | Nome              | a                       | Modalità                            |
| -------- | ----------------- | ----------------------- | ----------------------------------- |
| D        | Míchel Machedo    | Ceará                   | cessione definitiva                 |
| C        | Matheus Jesus     | Ponte Preta             | prestito (31.12.2022)               |
| A        | Davó              | São Bernardo            | prestito (3.4.2022)                 |
| C        | Junior Sornoza    | Independiente del Valle | cessione definitiva                 |
| A        | Janderson         | Grêmio                  | prestito (31.12.2022)               |
| C        | Richard           | Ceará                   | cessione definitiva                 |
| P        | Walter            | Cuiabá                  | cessione definitiva                 |
| A        | André Luis        | Cuiabá                  | cessione definitiva                 |
| C        | Marquinhos        | Cuiabá                  | cessione definitiva                 |
| D        | Caetano           | Goiás                   | prestito (31.12.2022)               |
| P        | Caíque França     | Ponte Preta             | cessione definitiva                 |
| A        | Léo Santos        | Ponte Preta             | prestito (31.12.2022)               |
| C        | Fessin            | Ponte Preta             | prestito (31.12.2022)               |
| C        | Vitinho           | Vasco da Gama           | prestito (31.12.2022)               |
| D        | Matheus Alexandre | Coritiba                | prestito (31.12.2022)               |
| A        | Everaldo          | América-MG              | prestito (31.12.2022)               |
| C        | Éderson           | Fortaleza               | prestito (31.12.2022)               |
| C        | Thiaguinho        | Santo André             | prestito (3.04.2022)                |
| C        | Éderson           | Salernitana             | cessione definitiva (6,5 milioni €) |
| C        | Gabriel           | Internacional           | cessione definitiva                 |
| C        | Gabriel Pereira   | New York City           | cessione definitiva (5,5 milioni $) |
| C        | Luis Mandaca      | Londrina                | prestito (31.12.2022)               |
| D        | Igor Morais       | Remo                    | prestito (31.12.2022)               |
| A        | Davó              | Bahia                   | prestito (31.12.2022)               |
| A        | Jonathan Cafú     | Cuiabá                  | prestito (31.12.2022)               |
| A        | Rodrigo Varanda   | Chapecoense             | prestito (31.12.2022)               |
| D        | Reginaldo         | Tombense                | prestito (31.12.2022)               |
| C        | Thiaguinho        | Botafogo-SP             | prestito (31.12.2022)               |
| D        | Igor Formiga      | Ponte Preta             | cessione definitiva                 |
| D        | Danilo Avelar     | Atlético Mineiro        | prestito (31.12.2022)               |

### Sessione estiva
| Acquisti | Acquisti        | Acquisti              | Acquisti                                     |
| R.       | Nome            | da                    | Modalità                                     |
| -------- | --------------- | --------------------- | -------------------------------------------- |
| C        | Fausto Vera     | Argentinos Juniors    | acquisto definitivo (6 milioni €)            |
| A        | Giovane         | Capivariano           | acquisto definitivo (550 mila €)             |
| D        | Bruno Méndez    | Internacional         | fine prestito                                |
| A        | Yuri Alberto    | Zenit San Pietroburgo | prestito con diritto di riscatto (30.6.2023) |
| C        | Ramiro          | Al-Wasl               | fine prestito                                |
| A        | Mateus Vital    | Panathīnaïkos         | fine prestito                                |
| A        | Léo Natel       | APOEL                 | fine prestito                                |
| D        | Fabián Balbuena | Dinamo Mosca          | prestito (30.6.2023)                         |
| C        | Ruan            | Metropolitano         | rinnovo prestito (30.6.2023)                 |

| Cessioni | Cessioni        | Cessioni              | Cessioni                                     |
| R.       | Nome            | a                     | Modalità                                     |
| -------- | --------------- | --------------------- | -------------------------------------------- |
| A        | Jô              | -                     | svincolato                                   |
| A        | Gustavo Mantuan | Zenit San Pietroburgo | prestito con diritto di riscatto (30.6.2023) |
| P        | Ivan            | Zenit San Pietroburgo | prestito con diritto di riscatto (30.6.2023) |
| D        | Joao Pedro      | Porto                 | fine prestito                                |
| D        | João Victor     | Benfica               | cessione definitiva (9,5 milioni €)          |
| A        | Luan            | Santos                | prestito (31.12.2022)                        |
| A        | Willian         | Fulham                | cessione definitiva (gratuita)               |
| A        | Léo Natel       | Casa Pia              | prestito (30.6.2023)                         |

## Risultati

### Campionato Paulista

#### Fase a gironi
| San Paolo 25 gennaio 2022, ore 21:00 UTC-3 1ª giornata | Corinthians            | 0 – 0 referto | Ferroviária | Arena Corinthians (24.039 spett.)\| Arbitro: \| Thiago Luis Scarascati \| |
| Arbitro:                                               | Thiago Luis Scarascati |               |             |                                                                           |

| Arbitro: | Matheus Delgado Candançan |

|  |           |                         |
|  | Marcatori | 29’ (rig.) Fábio Santos |

| Arbitro: | Thiago Luis Scarascati |

|        |           |                                                |
| Jô 52’ | Marcatori | 65’ Marcos Leonardo 70’ (rig.) Marcos Leonardo |

| Arbitro: | Matheus Delgado Candançan |

|                              |           |                                                   |
| Neto Berola 6’ Cleberson 42’ | Marcatori | 31’ (rig.) Fábio Santos 46’ Giuliano 72’ Paulinho |

| Arbitro: | Raphael Claus |

|                                 |           |                      |
| Renato Augusto 19’ Paulinho 30’ | Marcatori | 24’ Rodrigo Ferreira |

| Arbitro: | Thiago Lourenço de Mattos |

|                                                      |           |  |
| Róger Guedes 54’ Róger Guedes 68’ Willian 72’ (rig.) | Marcatori |  |

| Arbitro: | Douglas Marques das Flores |

|                   |           |                  |
| Hélio Paraíba 68’ | Marcatori | 40’ Raul Gustavo |

| Arbitro: | Thiago Luis Scarascati |

|                      |           |  |
| Gustavo Mosquito 80’ | Marcatori |  |

| Arbitro: | Flávio Rodrigues de Souza |

|            |           |  |
| Calleri 1’ | Marcatori |  |

| Arbitro: | Luiz Flávio de Oliveira |

|                                                                                |           |  |
| Renato Augusto 15’ Paulinho 45’ Gustavo Mosquito 45+3’ Adson 61’ Mantuan 90+5’ | Marcatori |  |

| Arbitro: | Matheus Candançan |

|                                     |           |                         |
| Raphael Veiga 29’ (rig.) Danilo 69’ | Marcatori | 61’ (rig.) Róger Guedes |

| Arbitro: | Thiago Lourenço de Mattos |

|  |           |                  |
|  | Marcatori | 61’ Róger Guedes |

Classificandosi come prima nel Gruppo A, il Corinthians si è qualificato per le fasi finali del campionato paulista.

#### Quarti di finale
| Arbitro: | Flávio Rodrigues de Souza |

|                                                                             |                      |                                                                          |
| Gil 43’                                                                     | Marcatori            | 54’ João Victor                                                          |
| Fábio Santos Giuliano Renato Augusto Júnior Moraes João Victor Fagner Adson | Tiri di rigore 7 – 6 | Giovanni Augusto Kozlinski Lucas Venuto Lucão Bruno Silva Ronald Madison |

#### Semifinale
| Arbitro: | Vinícius Gonçalves Dias Araújo |

|                           |           |        |
| Welington 42’ Alisson 63’ | Marcatori | 86’ Jô |

Con la sconfitta in semifinale contro il San Paolo, il Corinthians viene eliminato dalle fasi finali del campionato paulista.

### Brasileirão

#### Girone di andata
| Arbitro: | Wilton Pereira Sampaio |

|                            |           |                                    |
| Diego Gonçalves 66’ (rig.) | Marcatori | 17’ Paulinho 26’ Mantuan 44’ Piton |

| Arbitro: | Bruno Arleu de Araújo |

|                                                   |           |  |
| Róger Guedes 9’ Róger Guedes 25’ Róger Guedes 55’ | Marcatori |  |

| Arbitro: | Anderson Daronco |

|                             |           |  |
| Gómez 14’ Rony 19’ Dudu 71’ | Marcatori |  |

| Arbitro: | Sávio Pereira Sampaio |

|                          |           |  |
| Matheus Jussa 53’ (aut.) | Marcatori |  |

| Arbitro: | Raphael Claus |

|  |           |                    |
|  | Marcatori | 54’ Renato Augusto |

| Arbitro: | Bráulio da Silva Machado |

|                                |           |                         |
| Alan Patrick 25’ Wanderson 45’ | Marcatori | 30’ Raul Gustavo 64’ Jô |

| Arbitro: | Wilton Pereira Sampaio |

|           |           |               |
| Adson 80’ | Marcatori | 45+6’ Calleri |

| Arbitro: | Anderson Daronco |

|                      |           |             |
| Gustavo Mosquito 82’ | Marcatori | 67’ Aloísio |

| Arbitro: | Bruno Arleu de Araújo |

|  |           |                     |
|  | Marcatori | 33’ Gustavo Mantuan |

| Arbitro: | Marcelo de Lima Henrique |

|            |           |  |
| Uendel 36’ | Marcatori |  |

| Arbitro: | Ramon Abatti Abel |

|                              |           |  |
| Adson 2’ Gustavo Mantuan 84’ | Marcatori |  |

| Arbitro: | Leandro Vuaden |

|                   |           |                 |
| Terans 82’ (rig.) | Marcatori | 5’ Roger Guedes |

| Arbitro: | Bráulio da Silva Machado |

|                         |           |  |
| Fábio Santos 34’ (rig.) | Marcatori |  |

| San Paolo 25 giugno 2022, ore 19:00 UTC-3 14ª giornata | Corinthians               | 0 – 0 referto | Santos | Arena Corinthians (41.124 spett.)\| Arbitro: \| Flávio Rodrigues de Souza \| |
| Arbitro:                                               | Flávio Rodrigues de Souza |               |        |                                                                              |

| Arbitro: | Wilton Pereira Sampaio |

|                                         |           |  |
| Manoel 15’ Cano 42’ Cano 71’ Fred 91+1’ | Marcatori |  |

| Arbitro: | Ramon Abatti Abel |

|                    |           |  |
| Rodinei 52’ (aut.) | Marcatori |  |

| Arbitro: | Leandro Vuaden |

|                                       |           |                 |
| Bruno Pacheco 28’ Vina 33’ Cléber 76’ | Marcatori | 4’ Róger Guedes |

| Arbitro: | Wagner do Nascimento Magalhaes |

|                                             |           |                    |
| Róger Guedes 36’ Adson 67’ Raul Gustavo 85’ | Marcatori | 54’ Luciano Castán |

| Arbitro: | Ramon Abatti Abel |

|         |           |                                          |
| Keno 9’ | Marcatori | 80’ Fábio Santos 86’ (rig.) Fábio Santos |

#### Girone di ritorno
| Arbitro: | Jean Pierre Gonçalves Lima |

|                      |           |  |
| Gustavo Mosquito 27’ | Marcatori |  |

| Arbitro: | Wilton Pereira Sampaio |

|                    |           |              |
| Bissoli 35’ (rig.) | Marcatori | 77’ Balbuena |

| Arbitro: | Raphael Claus |

|  |           |                 |
|  | Marcatori | 72’ (aut.) Roni |

| Arbitro: | Leandro Pedro Vuaden |

|            |           |  |
| Moisés 65’ | Marcatori |  |

| Arbitro: | Wilton Pereira Sampaio |

|                      |           |  |
| Gustavo Mosquito 31’ | Marcatori |  |

| Arbitro: | Braulio da Silva Machado |

|                               |           |                            |
| Balbuena 13’ Yuri Alberto 19’ | Marcatori | 1’ Alemão 67’ Alan Patrick |

| Arbitro: | Marcelo de Lima Henrique |

|                 |           |                  |
| Éder 33’ (rig.) | Marcatori | 14’ Yuri Alberto |

| Arbitro: | Bruno Arleu de Araujo |

|             |           |  |
| Juninho 77’ | Marcatori |  |

| Arbitro: | Leandro Vuaden |

|                                   |           |                     |
| Róger Guedes 12’ Yuri Alberto 88’ | Marcatori | 17’ Wellington Rato |

| Arbitro: | Caio Max Augusto Vieira |

|                                     |           |  |
| Yuri Alberto 33’ Róger Guedes 45+4’ | Marcatori |  |

| Arbitro: | Wagner do Nascimento Magalhães |

|                    |           |                               |
| Ruiz 46’ Pitta 62’ | Marcatori | 24’ Giuliano 54’ Yuri Alberto |

| Arbitro: | Anderson Daronco |

|                                     |           |  |
| Balbuena 6’ Róger Guedes 22’ (rig.) | Marcatori |  |

| Arbitro: | Flavio Rodrigues De Souza |

|  |           |                  |
|  | Marcatori | 89’ Róger Guedes |

| Arbitro: | Leandro Vuaden |

|  |           |                   |
|  | Marcatori | 12’ Cano 70’ Cano |

| Goiânia 29 ottobre 2022, ore 19:30 UTC-3 32ª giornata | Goiás                          | 0 – 0 referto | Corinthians | Stadio da Serrinha (9497 spett.)\| Arbitro: \| Paulo Cesar Zanovelli da Silva \| |
| Arbitro:                                              | Paulo Cesar Zanovelli da Silva |               |             |                                                                                  |

| Arbitro: | Ramon Abatti Abel |

|                    |           |                                 |
| Matheus França 49’ | Marcatori | 43’ Du Queiroz 75’ Yuri Alberto |

| Arbitro: | Bruno Arleu de Araújo |

|                  |           |  |
| Yuri Alberto 90’ | Marcatori |  |

| Arbitro: | Marcelo de Lima Henrique |

|                                      |           |                                 |
| Alef Manga 10’ Alef Manga 37’ (rig.) | Marcatori | 30’ Du Queiroz 49’ Yuri Alberto |

| Arbitro: | Bráulio da Silva Machado |

|  |           |                   |
|  | Marcatori | 45’ (rig.) Vargas |

### Coppa Libertadores
Dati aggiornati al 5 giugno 2022.

#### Fase a gironi

##### Girone di andata
| Arbitro: | Piero Maza |

|                                |           |  |
| Riquelme 8’ (rig.) Ramallo 46’ | Marcatori |  |

| Arbitro: | Eber Aquino |

|                    |           |  |
| Caldera 68’ (aut.) | Marcatori |  |

| Arbitro: | Andrés Matonte |

|                      |           |  |
| Maycon 5’ Maycon 78’ | Marcatori |  |

##### Girone di ritorno
| Palmira 4 maggio 2022, ore 19:00 UTC-5 4ª giornata | Deportivo Cali | 0 – 0 referto | Corinthians | Stadio Deportivo Cali\| Arbitro: \| Andrés Cunha \| |
| Arbitro:                                           | Andrés Cunha   |               |             |                                                     |

| Arbitro: | Christian Ferreyra |

|               |           |                |
| 42’ Benedetto | Marcatori | 16’ Du Queiroz |

| Arbitro: | José Argote |

|           |           |           |
| Adson 19’ | Marcatori | 44’ Borja |

Grazie al 2º posto ottenuto nel Girone E, il Corinthians si è qualificato alla Fase finale della Coppa Libetadores.

#### Fase finale

##### Ottavi di finale
| San Paolo 28 giugno 2022, ore 21:30 UTC-3 Ottavi di finale (andata) | Corinthians   | 0 – 0 referto | Boca Juniors | Arena Corinthians (44.918 spett.)\| Arbitro: \| Roberto Tobar \| |
| Arbitro:                                                            | Roberto Tobar |               |              |                                                                  |

| Arbitro: | Andrés Matonte |

|                                                                 |                      |                                                                                 |
| Rojo Izquierdoz Villa Fernández Benedetto Romero Varela Ramírez | Tiri di rigore 5 – 6 | Fábio Santos Cantillo Raul Gustavo Bruno Melo Róger Guedes Roni Lucas Piton Gil |

Battendo ai calci di rigore il Boca Juniors, il Corinthians si è qualificato ai quarti di finale di Coppa Libertadores 2022.

##### Quarti di finale
| Arbitro: | Patricio Lostau |

|  |           |                               |
|  | Marcatori | 37’ de Arrascaeta 51’ Gabriel |

| Arbitro: | Esteban Ostojich |

|           |           |  |
| Pedro 52’ | Marcatori |  |

Con il risultato aggregato di 0-3, il Corinthians viene eliminato dal Flamengo ai quarti di finale di Coppa Libertadores.

### Coppa del Brasile
Dati aggiornati al 12 maggio 2022.

#### Turni preliminari

##### Terzo turno
| Arbitro: | Paulo Roberto Alves Júnior |

|         |           |        |
| Cafu 2’ | Marcatori | 45’ Jô |

| Arbitro: | Ramon Abatti Abel |

|                               |           |  |
| Júnior Moraes 8’ Giuliano 32’ | Marcatori |  |

Con il risultato aggregato di 3-1, il Corinthians passa agli ottavi di finale.

#### Fase finale

##### Ottavi di finale
| Arbitro: | Marcelo de Lima Henrique |

|                                                                |           |  |
| Gustavo Mantuan 20’ Giuliano 28’ Raul Gustavo 43’ Giuliano 77’ | Marcatori |  |

| Arbitro: | Jean Pierre Gonçalves Lima |

|                            |           |  |
| Marcos Leonardo 67’ (rig.) | Marcatori |  |

Con il risultato aggregato di 4-1, il Corinthians si è qualificato ai quarti di finale di Coppa del Brasile.

##### Quarti di finale
| Arbitro: | Marcelo de Lima Henrique |

|                              |           |  |
| Jorginho 23’ Léo Pereira 88’ | Marcatori |  |

| Arbitro: | Bruno Arleu de Araujo |

|                                                            |           |                     |
| Gil 42’ Yuri Alberto 50’ Yuri Alberto 56’ Yuri Alberto 72’ | Marcatori | 87’ Wellington Rato |

Con il risultato aggregato di 4-3, il Corinthians si è qualificato alle semifinali di Coppa del Brasile.

##### Semifinale
| Arbitro: | Ramon Abatti Abel |

|                           |           |                                     |
| Ganso 4’ (rig.) Arias 46’ | Marcatori | 23’ Renato Augusto 90’ Róger Guedes |

| Arbitro: | Anderson Daronco |

|                                                            |           |  |
| Renato Augusto 34’ Giuliano 90+1’ Felipe Melo 90+4’ (aut.) | Marcatori |  |

Con il risultato aggregato di 5-2, il Corinthians batte il Fluminense e si qualifica per la finale di Coppa del Brasile.

##### Finale
| San Paolo 12 ottobre 2022, ore 21:45 UTC-3 Finale (andata) | Corinthians              | 0 – 0 referto | Flamengo | Arena Corinthians (47.031 spett.)\| Arbitro: \| Braulio da Silva Machado \| |
| Arbitro:                                                   | Braulio da Silva Machado |               |          |                                                                             |

| Arbitro: | Wilton Pereira Sampaio |

|                                                                                    |                      |                                                                              |
| Pedro 7’                                                                           | Marcatori            | 82’ Giuliano                                                                 |
| Filipe Luís David Luiz Léo Pereira Éverton Ribeiro Gabriel Barbosa Everton Rodinei | Tiri di rigore 6 – 5 | Fábio Santos Giuliano Renato Augusto Fagner Yuri Alberto Maycon Mateus Vital |

Dopo la disputa dei tempi regolamentari, permanendo il risultato aggregato di 1-1, è stata necessaria la disputa dei calci di rigori da cui è uscito sconfitto il Corinthians, vedendo assegnato il trofeo della Coppa del Brasile al Flamengo.

## Statistiche

### Statistiche di squadra
| Competizione       | In casa | In casa | In casa | In casa | In casa | In casa | In trasferta | In trasferta | In trasferta | In trasferta | In trasferta | In trasferta | Totale | Totale | Totale | Totale | Totale | Totale | DR  |
| Competizione       | G       | V       | N       | P       | Gf      | Gs      | G            | V            | N            | P            | Gf           | Gs           | G      | V      | N      | P      | Gf     | Gs     | DR  |
| ------------------ | ------- | ------- | ------- | ------- | ------- | ------- | ------------ | ------------ | ------------ | ------------ | ------------ | ------------ | ------ | ------ | ------ | ------ | ------ | ------ | --- |
| Paulistāo          | 7       | 4       | 2       | 1       | 14      | 3       | 7            | 3            | 1            | 3            | 8            | 8            | 14     | 7      | 3      | 4      | 22     | 11     | +11 |
| Brasileirāo        | 19      | 12      | 4       | 3       | 24      | 11      | 19           | 6            | 7            | 6            | 20           | 25           | 38     | 18     | 11     | 9      | 44     | 36     | +8  |
| Coppa Libertadores | 5       | 2       | 2       | 1       | 4       | 3       | 5            | 0            | 3            | 2            | 1            | 4            | 10     | 2      | 5      | 3      | 5      | 7      | -2  |
| Coppa del Brasile  | 5       | 4       | 1       | 0       | 13      | 1       | 5            | 0            | 3            | 2            | 4            | 7            | 10     | 4      | 4      | 2      | 17     | 8      | +9  |
| Totale             | 36      | 22      | 9       | 5       | 55      | 18      | 36           | 9            | 14           | 13           | 33           | 44           | 72     | 31     | 23     | 18     | 88     | 62     | +26 |

### Statistiche individuali
| Giocatore        | Paulistão | Paulistão | Paulistão   | Paulistão  | Brasileirão | Brasileirão | Brasileirão | Brasileirão | Coppa Libertadores | Coppa Libertadores | Coppa Libertadores | Coppa Libertadores | Coppa del Brasile | Coppa del Brasile | Coppa del Brasile | Coppa del Brasile | Totale   | Totale | Totale      | Totale     |
| Giocatore        | Presenze  | Reti      | Ammonizioni | Espulsioni | Presenze    | Reti        | Ammonizioni | Espulsioni  | Presenze           | Reti               | Ammonizioni        | Espulsioni         | Presenze          | Reti              | Ammonizioni       | Espulsioni        | Presenze | Reti   | Ammonizioni | Espulsioni |
| ---------------- | --------- | --------- | ----------- | ---------- | ----------- | ----------- | ----------- | ----------- | ------------------ | ------------------ | ------------------ | ------------------ | ----------------- | ----------------- | ----------------- | ----------------- | -------- | ------ | ----------- | ---------- |
| Adson            | 10        | 1         | 0           | 0          | 24          | 3           | 2           | 0           | 6                  | 1                  | 0                  | 0                  | 10                | 0                 | 0                 | 0                 | 50       | 5      | 2           | 0          |
| F. Balbuena      | 0         | 0         | 0           | 0          | 13          | 3           | 2           | 0           | 2                  | 0                  | 0                  | 0                  | 6                 | 0                 | 0                 | 0                 | 21       | 3      | 2           | 0          |
| G. Biro          | 0         | 0         | 0           | 0          | 2           | 0           | 1           | 0           | 0                  | 0                  | 0                  | 0                  | 0                 | 0                 | 0                 | 0                 | 2        | 0      | 1           | 0          |
| Bruno Melo       | 2         | 0         | 0           | 0          | 8           | 0           | 2           | 0           | 3                  | 0                  | 0                  | 1                  | 2                 | 0                 | 1                 | 0                 | 15       | 0      | 3           | 1          |
| V. Cantillo      | 7         | 0         | 1           | 0          | 18          | 0           | 1           | 0           | 4                  | 0                  | 1                  | 1                  | 4                 | 0                 | 2                 | 0                 | 33       | 0      | 5           | 1          |
| Miguel           | 0         | 0         | 0           | 0          | 2           | -2          | 0           | 0           | 0                  | 0                  | 0                  | 0                  | 0                 | 0                 | 0                 | 0                 | 2        | -2     | 0           | 0          |
| Cássio           | 12        | -11       | 1           | 0          | 33          | -31         | 2           | 0           | 9                  | -6                 | 0                  | 0                  | 9                 | -7                | 1                 | 0                 | 63       | -55    | 4           | 0          |
| Du Queiroz       | 12        | 0         | 2           | 0          | 35          | 2           | 4           | 0           | 9                  | 1                  | 1                  | 0                  | 9                 | 0                 | 1                 | 0                 | 65       | 3      | 8           | 0          |
| Fábio Santos     | 5         | 2         | 2           | 0          | 21          | 3           | 4           | 0           | 8                  | 0                  | 1                  | 0                  | 6                 | 0                 | 1                 | 0                 | 40       | 5      | 8           | 0          |
| Fagner           | 12        | 0         | 3           | 0          | 17          | 0           | 3           | 0           | 6                  | 0                  | 1                  | 0                  | 8                 | 0                 | 2                 | 0                 | 43       | 0      | 9           | 0          |
| Felipe Augusto   | 0         | 0         | 0           | 0          | 3           | 0           | 0           | 0           | 0                  | 0                  | 0                  | 0                  | 1                 | 0                 | 0                 | 0                 | 4        | 0      | 0           | 0          |
| Gil              | 12        | 1         | 2           | 0          | 24          | 0           | 4           | 0           | 6                  | 0                  | 2                  | 0                  | 8                 | 1                 | 0                 | 0                 | 50       | 2      | 8           | 0          |
| Giovane          | 0         | 0         | 0           | 0          | 7           | 0           | 1           | 0           | 2                  | 0                  | 0                  | 0                  | 4                 | 0                 | 1                 | 0                 | 13       | 0      | 2           | 0          |
| Giuliano         | 14        | 1         | 0           | 0          | 31          | 1           | 2           | 0           | 8                  | 0                  | 0                  | 0                  | 9                 | 4                 | 0                 | 0                 | 62       | 6      | 2           | 0          |
| Gustavo Mosquito | 13        | 2         | 1           | 0          | 21          | 3           | 1           | 0           | 7                  | 0                  | 0                  | 0                  | 8                 | 0                 | 0                 | 0                 | 49       | 5      | 2           | 0          |
| Júnior Moraes    | 2         | 0         | 1           | 0          | 9           | 0           | 1           | 0           | 4                  | 0                  | 0                  | 0                  | 2                 | 1                 | 1                 | 0                 | 17       | 1      | 3           | 0          |
| Léo Mana         | 0         | 0         | 0           | 0          | 1           | 0           | 0           | 0           | 0                  | 0                  | 0                  | 0                  | 0                 | 0                 | 0                 | 0                 | 1        | 0      | 0           | 0          |
| Lucas Piton      | 9         | 0         | 1           | 0          | 27          | 1           | 2           | 0           | 8                  | 0                  | 1                  | 0                  | 7                 | 0                 | 1                 | 0                 | 51       | 1      | 5           | 0          |
| Mateus Vital     | 0         | 0         | 0           | 0          | 16          | 0           | 1           | 0           | 0                  | 0                  | 0                  | 0                  | 4                 | 0                 | 0                 | 0                 | 20       | 0      | 1           | 0          |
| Matheus Araújo   | 0         | 0         | 0           | 0          | 1           | 3           | 0           | 0           | 0                  | 0                  | 0                  | 0                  | 1                 | 0                 | 0                 | 0                 | 2        | 3      | 0           | 0          |
| Matheus Donelli  | 2         | -2        | 0           | 0          | 1           | 0           | 0           | 0           | 0                  | 0                  | 0                  | 0                  | 0                 | 0                 | 0                 | 0                 | 3        | -2     | 0           | 0          |
| Maycon           | 0         | 0         | 0           | 0          | 16          | 0           | 4           | 0           | 7                  | 2                  | 0                  | 0                  | 3                 | 0                 | 0                 | 0                 | 26       | 2      | 4           | 0          |
| B. Méndez        | 0         | 0         | 0           | 0          | 15          | 0           | 0           | 1           | 3                  | 0                  | 0                  | 0                  | 0                 | 0                 | 0                 | 0                 | 18       | 0      | 0           | 1          |
| Paulinho         | 14        | 3         | 1           | 0          | 3           | 1           | 0           | 0           | 3                  | 0                  | 1                  | 0                  | 0                 | 0                 | 0                 | 0                 | 20       | 4      | 2           | 0          |
| Rafael Ramos     | 0         | 0         | 0           | 0          | 19          | 0           | 3           | 0           | 1                  | 0                  | 0                  | 0                  | 3                 | 0                 | 0                 | 0                 | 23       | 0      | 3           | 0          |
| Ramiro           | 0         | 0         | 0           | 0          | 12          | 0           | 3           | 0           | 0                  | 0                  | 0                  | 0                  | 2                 | 0                 | 0                 | 0                 | 14       | 0      | 3           | 0          |
| Raul Gustavo     | 3         | 1         | 1           | 0          | 18          | 2           | 3           | 0           | 8                  | 0                  | 5                  | 0                  | 3                 | 1                 | 2                 | 0                 | 32       | 4      | 11          | 0          |
| Renato Augusto   | 13        | 2         | 0           | 0          | 25          | 1           | 0           | 0           | 7                  | 0                  | 2                  | 0                  | 5                 | 2                 | 0                 | 0                 | 50       | 5      | 2           | 0          |
| Robert Renan     | 0         | 0         | 0           | 0          | 10          | 0           | 2           | 0           | 0                  | 0                  | 0                  | 0                  | 3                 | 0                 | 0                 | 0                 | 13       | 0      | 2           | 0          |
| Robson Bambu     | 2         | 0         | 0           | 0          | 8           | 0           | 0           | 0           | 2                  | 0                  | 1                  | 0                  | 1                 | 0                 | 0                 | 0                 | 13       | 0      | 1           | 0          |
| Róger Guedes     | 14        | 4         | 1           | 0          | 35          | 10          | 6           | 0           | 8                  | 0                  | 0                  | 0                  | 8                 | 1                 | 1                 | 0                 | 65       | 15     | 8           | 0          |
| Roni             | 4         | 0         | 1           | 0          | 17          | 0           | 5           | 1           | 5                  | 0                  | 1                  | 0                  | 4                 | 0                 | 0                 | 0                 | 30       | 0      | 7           | 1          |
| A.A. Sousa       | 0         | 0         | 0           | 0          | 1           | 0           | 0           | 0           | 0                  | 0                  | 0                  | 0                  | 0                 | 0                 | 0                 | 0                 | 1        | 0      | 0           | 0          |
| F. Vera          | 0         | 0         | 0           | 0          | 18          | 0           | 5           | 0           | 2                  | 0                  | 0                  | 0                  | 6                 | 0                 | 1                 | 0                 | 26       | 0      | 6           | 0          |
| Wesley           | 0         | 0         | 0           | 0          | 2           | 0           | 0           | 0           | 0                  | 0                  | 0                  | 0                  | 2                 | 0                 | 0                 | 0                 | 4        | 0      | 0           | 0          |
| Xavier           | 1         | 0         | 1           | 0          | 5           | 0           | 1           | 0           | 0                  | 0                  | 0                  | 0                  | 5                 | 0                 | 1                 | 0                 | 11       | 0      | 3           | 0          |
| Yuri Alberto     | 0         | 0         | 0           | 0          | 20          | 8           | 4           | 1           | 2                  | 0                  | 0                  | 0                  | 6                 | 3                 | 2                 | 0                 | 28       | 11     | 6           | 1          |
| Gustavo Mantuan  | 9         | 1         | 0           | 0          | 14          | 3           | 0           | 0           | 7                  | 0                  | 1                  | 0                  | 3                 | 1                 | 0                 | 0                 | 33       | 5      | 1           | 0          |
| Ivan             | 0         | 0         | 0           | 0          | 0           | 0           | 0           | 0           | 1                  | -1                 | 0                  | 0                  | 2                 | -1                | 0                 | 0                 | 3        | -2     | 0           | 0          |
| Jô               | 8         | 2         | 0           | 0          | 4           | 1           | 1           | 0           | 6                  | 0                  | 1                  | 0                  | 1                 | 1                 | 0                 | 0                 | 19       | 4      | 2           | 0          |
| João Pedro       | 3         | 0         | 0           | 0          | 2           | 0           | 1           | 0           | 2                  | 0                  | 1                  | 0                  | 0                 | 0                 | 0                 | 0                 | 7        | 0      | 2           | 0          |
| João Victor      | 13        | 0         | 2           | 0          | 7           | 0           | 2           | 0           | 6                  | 0                  | 3                  | 0                  | 2                 | 0                 | 0                 | 0                 | 28       | 0      | 7           | 0          |
| Léo Natel        | 0         | 0         | 0           | 0          | 1           | 0           | 0           | 0           | 0                  | 0                  | 0                  | 0                  | 0                 | 0                 | 0                 | 0                 | 1        | 0      | 0           | 0          |
| Willian          | 12        | 1         | 1           | 0          | 13          | 0           | 1           | 0           | 9                  | 0                  | 0                  | 0                  | 2                 | 0                 | 0                 | 0                 | 36       | 1      | 2           | 0          |